# 真杉静枝
真杉 静枝（ますぎ しずえ、1901年10月3日 - 1955年6月29日）は、日本の小説家。武者小路実篤や菊池寛など名だたる文人と浮名を流し、醜聞の多い作家としても知られる。

## 略歴

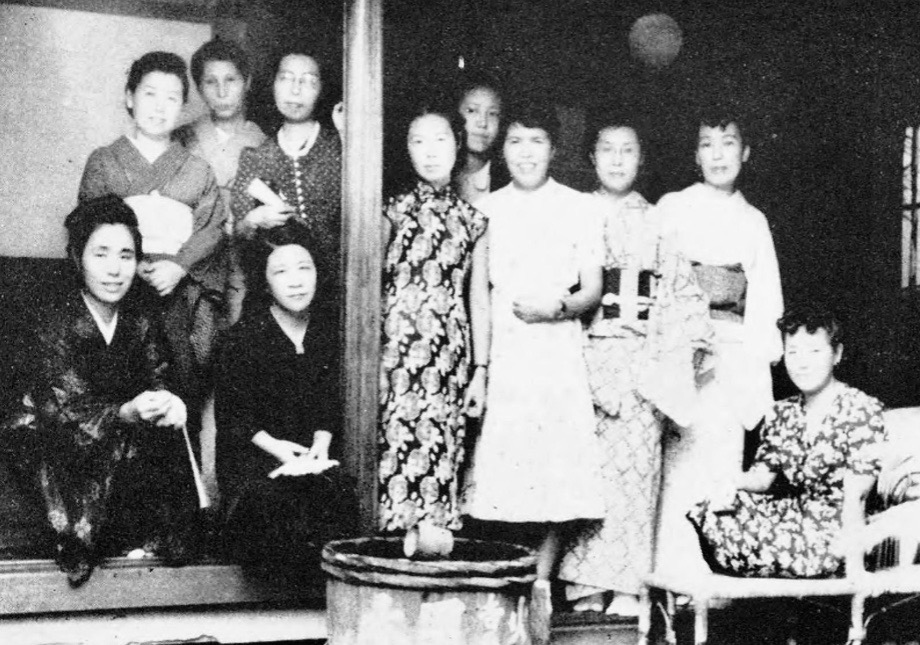
真杉静枝、村岡花子、井上まつ、林芙美子、円地文子、関露、吉屋信子、佐多稲子、宇野千代、三宅艶子ら。1943年、麹町の吉屋の自宅で撮影。

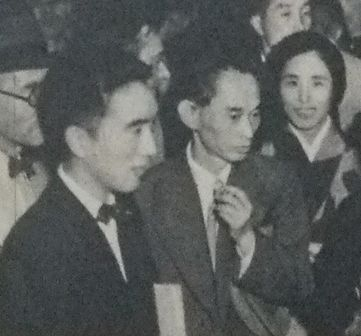
三島由紀夫（左）、川端康成（中央）とともに（1951年、ユーディ・メニューイン訪日公演時）

教職を務める父と住職の娘である母との間にできた私生児として福井県伊那郡殿下村に生まれる。父が台湾中部・胡廬墩に鎮座した豊原神社の神官になったため3歳から台湾で過ごす。1911年に一旦日本に戻ったが、再び台湾に戻り、台湾総督府台中医院附属看護婦養成所を卒業して1916年から看護婦として台湾総督府台中医院に務める。台中州立台中高等女学校中退。1917年、17歳で台湾総督府鉄道部の台中駅助役（のちに旧城駅長）の藤井熊左衛門と結婚。藤井は13歳年上で、内縁の妻がおり、放蕩と暴力で静枝を苦しめる。1921年に出奔し、大阪の祖父母のもとで暮らす。
タイピスト、事務員を経て、1925年に大阪毎日新聞の記者となる。その頃、正岡容の愛人となって心中を図るも未遂に終わる。ただし、正岡の自殺未遂は事実だが、正岡の弟子の大西信行は自殺の原因は真杉ではないとし、金子光晴も真杉と正岡を引き合わせた時のことを『どくろ杯』の中で、「女ジュリアン・ソレルの真杉は、文壇的な立身に、さまたげにこそなれ、得にならない彼に声をかけるのもうっとうしそうだった」と書いており、大西は屈辱を味わった正岡の作り話と見ている。
その後武者小路実篤と知り合って、1927年にその愛人となる。武者小路の指導で小説家を志し、1927年に武者小路が主宰する『大調和』8月号で『駅長の若き妻』を発表したのち、武者小路や中村地平との恋愛をもとにした処女作『小魚の心』を発表。長谷川時雨の『女人藝術』に参加。武者小路が当時開業した神田猿若町の美術店「日向堂」を手伝いながら、文芸雑誌に作品を発表しつづける。
武者小路と別れた後、中村地平や菊池寛などと恋愛する。1939年に中村とともに18年ぶりに台湾を訪れ、台南に住む家族と久しぶりの再会を果たす。1941年には長谷川時雨、円地文子らと中国・広東へ日本軍の慰問にも出向いている。1942年に中山義秀と結婚したが、1946年に離婚。この間、中国戦地の慰問団に参加して陸軍中尉の佐藤賢了と恋愛する。
戦後は娯楽月刊誌『鏡』を刊行したが3号で廃刊。また、読売新聞で「身の上相談」を担当し、被爆少女の教護に尽した。1953年に渡欧し、エリザベス2世の戴冠式と国際ペンクラブ大会にそれぞれ出席する。
晩年は癌に苦しみ、死の直前にキリスト教の洗礼を受けた。1955年6月29日、肺癌のため東京大学医学部附属病院小石川分院で死去。通夜の席にはかつての夫、中山義秀が参列している。

## 真杉静枝を題材にした作品
- 吉屋信子『小魚の心 真杉静枝と私』（『自伝的女流文壇史』所収）中公文庫 ISBN 4122045290
- 林真理子『女文士』新潮文庫 ISBN 4101191174
- 石川達三『花の浮草』文春文庫 ※真杉静枝をモデルにした小説  ISBN 416710301X
- 十津川光子『悪評の女』※伝記
- 火野葦平『淋しきヨーロッパの女王』（新潮 1955年1月号、p230～262）
- 石原燃『花樟の女』※評伝劇（2021年、Pカンパニーにより初演。真杉静枝役を松本紀保が演じた）

## その他
生年は1905年説（吉屋信子など）もあり。墓地は北鎌倉の東慶寺にある。

## 著書
- 『小魚の心』(1938年）竹村書房　序：坂口安吾
- 『草履を抱く女』（1939年）春陽堂
- 『ひなどり』（1939年）竹村書房
- 『その後の幸福』（1940年）昭森社
- 『万葉をとめ』（1940年）人文書院
- 『愛情の門』(1940年)国際女性社
- 『歴史物語薄幸の姫宮』（1940年）画：高畠華宵、装丁：蕗谷虹児
- 『甲斐なき羽撃き』(1940年)協力出版社
- 『ことづけ』(1941年）新潮社
- 『南方紀行』（1941年）昭和書房
- 『天日爽やかに』(1941年）墨水書房
- 『凱歌』（1942年）報国社
- 『三つの誓ひ』（1942年）むらさき出版部
- 『鹿鳴館以後』(1942年)実業之日本社
- 『妻』（1942年）博文館
- 『母と妻』（1943年）全国書房
- 『帰休三日間』（1943年）秩父書房
- 『思はれ人』(1946年）丹頂書房
- 『鏡と鬘』（1947年）前田出版社
- 『愛情の門』(1948年)　国際女性社
- 『花怨』(1948年) 六興出版部
- 『美くしい人』 (1948年) 京都印書館
- 『後宮の人』 (1948年) 九州書房
- 『仇ごよみ』(1948年）鏡書房
- 『夜会服の乙女』(1949年）
- 『嵐の中の姉妹』(1949年）偕成社
- 『小説人生案内』(1951年）四季社

## 訳書
- ヨーロッパの横顔（1950年）サム・ウェルズ（英語版）著　ジープ社

（原書：Sam Welles, "Profile of Europe", herper & Brothers New York, 1948）